# Andrei Nikolajewitsch Mironow (Maler)

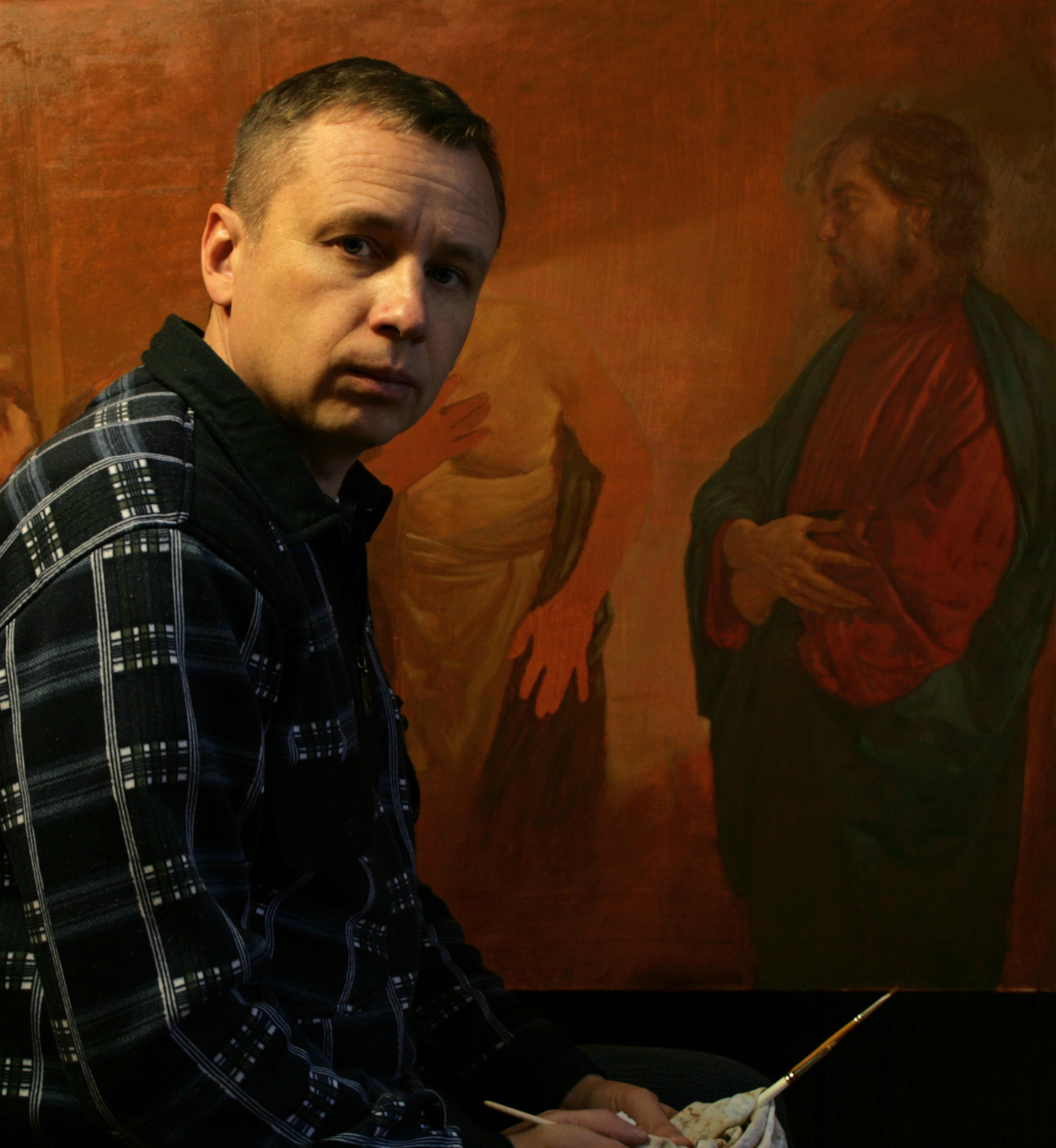
Andrej Mironow in seinem Studio in Rjasan (2013)

Andrej Nikolajewitsch Mironow (russisch Андрей Николаевич Миронов; * 20. April 1975 in Rjasan) ist ein russischer Maler.

## Leben
Andrei Nikolajewitsch Mironow wurde als Sohn des Milizionärs Nikolaj Iwanowitsch Mironow und seiner Frau Walentina Aleksandrowna geboren. 1983 zog die Familie nach Iwdel, Oblast Swerdlowsk. 1990 schloss er die Ortsschule ab und kehrte nach Rjasan zurück. Ein Jahr später begann er, eine Berufsschule zu besuchen. Dabei bereitete er sich auf die Aufnahmeprüfung an der Rjasaner Kunstschule vor. Schon im Dezember 1991 beendete Mironow seine Lehre vorzeitig wegen Einberufung zum Wehrdienst. Allerdings absolvierte er den Studiengang Design.
Er nahm am Krieg 1994–96 in Tschetschenien teil. Danach absolvierte er ein Studium an der Universität des Innenministeriums Russlands und dient bis heute als Polizeioffizier.

## Werk und Rezeption
Seit 2005 ist er als freischaffender Maler (Autodidakt) tätig. Als Künstler arbeitete er zuerst „für sich“, aber schon 2007 gewann er den Titel „Profi“ in der Russian Art Week in Moskau. Später beteiligte er sich an vielen Ausstellungen und erhielt zahlreiche Aufträge.
Seine Entwicklung und seine Ausbildung als Maler stehen in enger Verbindung mit den Gegebenheiten seines Lebens (sein Wehrdienst und seine Teilnahme am Ersten Tschetschenienkrieg, seine Arbeit im Polizeidienst usw.).  Sein Tätigkeitsschwerpunkt liegt im christlichen Raum. Verschiedene Kritiker finden in den Werken von Andrej Mironow Anklänge an Schöpfungen der alten Meister.
Außerdem betätigt er sich als Ikonenmaler. Einige Ikonen von seiner Hand befinden sich im Kasaner Frauenkloster und in der Kirche St. Nikolai v Jamskoj Slobode (Rjasan). Seine Werke sind u. a. im Kaschira Heimatmuseum und in vielen Privatsammlungen.
2008 wurde er Mitglied des Internationalen MKV-Künstlerfonds.

## Ausstellungen (Auswahl)
- 2007: Russian Art Week, Moskau[1][4]
- 2008: WWZ, Moskau: Todesmotive in der zeitgenössischen Kunst (Internationale Wettbewerb)[1][4]
- 2008: Zentralhaus des Künstlers, Moskau: Gravitation[1][4]
- 2008: 6. Wassili Popkow-Ausstellung, Zentralhaus des Kinos, Moskau
- 2011: Kaschira Heimatmuseum, Oblast Moskau: Türen (Einzelausstellung)
- 2014: Museum der Geschichte der Jugendbewegung, Rjasan: Der siebente Tag (Einzelausstellung)